# Kabbal, Kanakapura
Kabbal là một làng thuộc tehsil Kanakapura, huyện Ramanagara, bang Karnataka, Ấn Độ.